# Majere
Majere (Hongaars: Ómajor, Duits: Oberschwaben) is een Slowaakse gemeente in de regio Prešov, en maakt deel uit van het district Kežmarok.
Majere telt 90 inwoners.